# 佐藤秀典
佐藤 秀典（さとう ひでのり、1981年3月28日 - ）は、ラグビー日本代表の通訳、デスメタルバンド「INFERNAL REVULSION」のボーカル、株式会社EHB Internationalの代表。現在は履正社医療スポーツ専門学校「スポーツ外国語学科」の学科長を務める。東京都出身。

## 来歴
1981年3月28日生まれ、東京都渋谷区出身。10歳のときに母親の仕事の都合でオーストラリアへ移住する。移住先のゴールドコーストでは13人制のラグビーリーグが盛んであり、通訳として関わることになるラグビーユニオンを見る機会はなかった。当時の佐藤はラグビーリーグに夢中になり、タッチラグビー部にも入部していたが、中学生になると音楽へ傾倒し、次第にスポーツはしなくなった。
1999年、現地の高校を卒業して日本へ帰国し、雑貨店やシルバーアクセサリー店で勤務。この頃から商談や買い付け時の通訳を経験している。
2003年、佐藤の母がマネージャー兼通訳をしていた関西社会人リーグのワールド（のちのワールドファイティングブル）の通訳を手伝ったことがきっかけで、通訳補佐としてワールドに入部。ラグビーの通訳としての仕事を開始する。2005年には神戸でデスメタルバンド「INFERNAL REVULSION（悪魔的憎悪）」を結成し、音楽活動も本格的に開始した。
2009年、ワールドファイティングブルの休部に伴い、キヤノンイーグルスへ移籍。後年、日本代表ヘッドコーチとなるエディー・ジョーンズとはこの頃に知り合っている。エディーは佐藤を気に入り、自身がヘッドコーチを務めていたサントリーサンゴリアスの通訳になるようたびたび誘っていたという。
2011年には、主にラグビーチームへの通訳を派遣する業務を行う、株式会社EHB Internationalを設立。
2014年、音楽活動に専念するためキヤノンイーグルスを離れる。海外ツアー終了後の2015年1月、日本代表ヘッドコーチに就任していたエディーから日本代表通訳として声がかかる。「ラグビー界の通訳として頂点のチームでできるのは光栄なことですし、国を代表する仕事に就くチャンスはなかなかない」との思いから、2015年4月に日本代表通訳に就任。当時はアルバム制作中だったが、バンドメンバーの理解もあり、音楽活動を中断しての参加となった。ラグビーワールドカップ2015日本対南アフリカ戦も通訳として携わった。
ラグビーワールドカップ2015終了後はヒト・コミュニケーションズ サンウルブズ（2016年）やNTTドコモレッドハリケーンズ（2016 - 2017年）で通訳を担当。また、日本代表通訳として2016年11月に再就任している。
2020年8月現在は、履正社医療スポーツ専門学校「スポーツ外国語学科」の学科長を務める。